# Aspidonepsis
Aspidonepsis es un género de fanerógamas de la familia Apocynaceae. Contiene cinco especies. Son originarios de África distribuido por Sudáfrica (Provincia del Cabo Oriental, KwaZulu-Natal, Transkei). Se encuentra en herbazales de montaña en alturas de (450-)1,000–2,100 m

## Descripción
Son plantas herbáceas erectas que alcanzan los 17-65 cm de altura, poco ramificadas  (3 tallos máximo), la raíz  es un tubérculo (fusiforme, napiforme o globosa). Las hojas sésiles a subsésiles o pecioladas, con propagación fuertemente ascendente a horizontal; las hojas son herbáceas de 0.5-13.5 cm de largo, lineales o lanceoladas (rara vez) o falciforme (ocasionalmente), basalmente cuneada, ápice agudo. 
Las inflorescencias terminales y extra-axilares, solitarias con 2-17 flores, simples,  pedunculadas a subsésiles. 

## Taxonomía
El género fue descrito por (Turcz.) Nicholas & Goyder y publicado en Bothalia 22(1): 24. 1992.

## Especies
Tiene 5 especies en dos subgéneros, Aspidonepsis y Unguiculata Nicholas & Goyder
- Aspidonepsis cognata (N.E.Br.) Nicholas & Goyder
- Aspidonepsis diploglossa (Turcz.) Nicholas & Goyder
- Aspidonepsis flava (N.E.Br.) Nicholas & Goyder
- Aspidonepsis reenensis (N.E.Br.) Nicholas & Goyder
- Aspidonepsis shebae Nicholas & Goyder